# Tampa Bay Buccaneers 1977
La stagione 1977 dei Tampa Bay Buccaneers è stata la 2ª della franchigia nella National Football League. Proseguì la striscia negativa che era durata per l'intera stagione 1976, portandola a 26 sconfitte consecutive, al 2014 ancora un record nella National Football League. La paura di divenire la prima vittima dei Buccaneers funse da motivazione per le squadre avversarie. Ci vollero quasi due stagioni ai Bucs per raggiungere la prima vittoria della loro storia, un 33–14 sui New Orleans Saints nella penultima ultima partita dell'anno. La settimana successiva vinsero la prima gara casalinga contro i St. Louis Cardinals.

## Scelte nel Draft 1977
|  | = Pro Bowler |

| Scelta | Giro                  | Giocatore       | Ruolo          | College             |
| 1      | 1                     | Ricky Bell      | Running Back   | USC                 |
| 29     | 2                     | Dave Lewis      | Linebacker     | USC                 |
| 57     | 3                     | Charley Hannah  | Defensive End  | Alabama             |
| 196    | 8                     | Randy Hedberg   | Quarterback    | Minot State         |
| 224    | 9                     | Byron Hemingway | Linebacker     | Boston College      |
| 251    | 9 (da Oakland)        | Larry Mucker    | Wide Receiver  | Arizona State       |
| 252    | 10                    | Robert Morgan   | Running Back   | Florida             |
| 267    | 10 (da San Francisco) | Aaron Ball      | Linebacker     | Cal State-Fullerton |
| 280    | 11                    | Chuck Rodgers   | Defensive Back | North Dakota State  |
| 308    | 12                    | Chip Sheffield  | Wide Receiver  | Lenoir-Rhyne        |

- Charley Hannah giocò come defensive end al college ma fu convertito in offensive guard tra i professionisti.

## Calendario
| Stagione regolare |                     |                        |           |      |                               |     |        |          |
| Turno             | Data                | Avversario             | Risultato | Ora  | Stadio                        | TV  | Record | Pubblico |
| 1                 | September 18/9/1977 | at Philadelphia Eagles | S 3–13    | 1:00 | Veterans Stadium              | CBS | 0–1    | 63,132   |
| 2                 | September 24/9/1977 | Minnesota Vikings      | S 3–9     | 8:00 | Tampa Stadium                 | CBS | 0–2    | 66,272   |
| 3                 | October 2/10/1977   | at Dallas Cowboys      | S 7–23    | 1:00 | Texas Stadium                 | CBS | 0–3    | 55,316   |
| 4                 | October 9/10/1977   | Washington Redskins    | S 0–10    | 4:00 | Tampa Stadium                 | CBS | 0–4    | 58,571   |
| 5                 | October 16/10/1977  | at Seattle Seahawks    | S 23–30   | 4:00 | Kingdome                      | CBS | 0–5    | 54,783   |
| 6                 | October 23/10/1977  | Green Bay Packers      | S 0–13    | 1:00 | Tampa Stadium                 | CBS | 0–6    | 47,635   |
| 7                 | October 30/10/1977  | at San Francisco 49ers | S 10–20   | 4:00 | Candlestick Park              | CBS | 0–7    | 34,700   |
| 8                 | November 6/11/1977  | at Los Angeles Rams    | S 0–31    | 4:00 | Los Angeles Memorial Coliseum | CBS | 0–8    | 45,493   |
| 9                 | November 13/11/1977 | New York Giants        | S 0–10    | 1:00 | Tampa Stadium                 | CBS | 0–9    | 46,518   |
| 10                | November 20/11/1977 | at Detroit Lions       | S 7–16    | 1:00 | Pontiac Silverdome            | CBS | 0–10   | 49,751   |
| 11                | November 27/11/1977 | Atlanta Falcons        | S 0–17    | 1:00 | Tampa Stadium                 | CBS | 0–11   | 43,592   |
| 12                | December 4/12/1977  | Chicago Bears          | S 0–10    | 1:00 | Tampa Stadium                 | CBS | 0–12   | 48,948   |
| 13                | December 11/12/1977 | at New Orleans Saints  | V 33–14   | 2:00 | Louisiana Superdome           | CBS | 1–12   | 40,124   |
| 14                | December 18/12/1977 | St. Louis Cardinals    | V 17–7    | 1:00 | Tampa Stadium                 | CBS | 2–12   | 56,922   |